# Paul Stanley (Shorttracker)
Paul Stanley (* 22. August 1983 in Solihull) ist ein ehemaliger britischer Shorttracker.

## Werdegang
Stanley trat international erstmals bei den Juniorenweltmeisterschaften 2001 in Warschau in Erscheinung, wobei er den 51. Platz im Mehrkampf errang. In den folgenden Jahren kam er bei den Juniorenweltmeisterschaften 2002 in Chuncheon auf den 26. Platz im Mehrkampf sowie auf den 13. Rang mit der Staffel und bei den Juniorenweltmeisterschaften 2003 in Budapest auf den 30. Platz im Mehrkampf. Zudem gewann er bei den Europameisterschaften 2003 in Sankt Petersburg die Silbermedaille mit der Staffel. In der Saison 2003/04 wurde er bei den Weltmeisterschaften 2004 in Göteborg Neunter mit der Staffel sowie bei den Europameisterschaften 2004 in Zoetermeer Achter mit der Staffel und in der Saison 2004/05 bei den Weltmeisterschaften 2005 in Peking Siebter sowie bei den Europameisterschaften 2005 in Turin Sechster mit der Staffel. Bei seiner einzigen Teilnahme an Olympischen Winterspielen im folgenden Jahr in Turin belegte er den 20. Platz über 500 m und den 19. Rang über 1000 m. Nachdem er bei den Europameisterschaften 2006 in Krynica-Zdrój Vierter mit der Staffel wurde, gewann er bei den Europameisterschaften 2007 in Sheffield die Bronzemedaille mit der Staffel. Außerdem errang er dort den 17. Platz im Mehrkampf.
In der Saison 2007/08 erreichte Stanley in Salt Lake City mit dem dritten Platz mit der Staffel seine erste Podestplatzierung im Weltcup und errang bei den Teamweltmeisterschaften 2008 in Harbin den achten Platz. Bei den Weltmeisterschaften 2008 in Gangneung holte er die Bronzemedaille und bei den Europameisterschaften 2008 in Ventspils die Silbermedaille mit der Staffel. In der folgenden Saison kam er in Vancouver mit dem dritten Platz mit der Staffel erneut im Weltcup aufs Podest und wurde bei den Europameisterschaften 2009 in Turin Siebter mit der Staffel. In der Saison 2010/11 erreichte er in Moskau mit dem zweiten Platz über 500 m seine erste Podestplatzierung im Weltcupeinzel. Bei den Europameisterschaften 2011 in Heerenveen gewann er die Bronzemedaille mit der Staffel und errang zudem den 25. Platz im Mehrkampf. Nach Platz zwei in Salt Lake City und Rang drei in Shanghai im Weltcup mit der Staffel zu Beginn der Saison 2011/12, wurde er bei den Weltmeisterschaften 2012 in Peking Sechster mit der Staffel und bei den Europameisterschaften 2012 in Mladá Boleslav Vierter mit der Staffel. Bei den Weltmeisterschaften 2013 in Debrecen belegte er den 18. Platz im Mehrkampf sowie den sechsten Rang mit der Staffel und bei den Europameisterschaften 2013 in Malmö den 14. Platz im Mehrkampf sowie den fünften Rang mit der Staffel. Im folgenden Jahr lief er bei den Europameisterschaften in Dresden auf den siebten Platz mit der Staffel und gewann bei den Weltmeisterschaften in Montreal die Bronzemedaille mit der Staffel.
In der Saison 2014/15 errang Stanley beim Weltcup in Montreal den dritten Platz mit der Staffel und kam bei den Europameisterschaften 2015 in Dordrecht auf den 33. Platz im Mehrkampf sowie auf den sechsten Rang mit der Staffel. In seiner letzten aktiven Saison 2015/16 holte er bei den Europameisterschaften 2016 in Sotschi die Bronzemedaille mit der Staffel und absolvierte in Dordrecht seinen letzten Weltcup, wobei er mit dem zweiten Platz über 500 m nochmals aufs Podest kam.

## Erfolge

### Olympische Spiele
- 2006 Turin: 19. Platz 1000 m, 20. Platz 500 m

### Shorttrack-Weltmeisterschaften
- 2004 Göteborg: 9. Platz Staffel
- 2005 Peking: 7. Platz Staffel
- 2012 Peking: 6. Platz Staffel
- 2013 Debrecen: 6. Platz Staffel, 18. Platz Mehrkampf
- 2014 Montreal: 3. Platz Staffel

### Team-Weltmeisterschaften
- 2008 Harbin: 8. Platz

### Europameisterschaften
- 2003 Sankt Petersburg: 2. Platz Staffel
- 2004 Zoetermeer: 8. Platz Staffel
- 2005 Turin: 6. Platz Staffel
- 2006 Krynica-Zdrój: 4. Platz Staffel
- 2007 Sheffield: 3. Platz Staffel, 17. Platz Mehrkampf
- 2008 Ventspils: 2. Platz Staffel
- 2009 Turin: 7. Platz Staffel
- 2011 Heerenveen: 3. Platz Staffel, 25. Platz Mehrkampf
- 2012 Mladá Boleslav: 4. Platz Staffel
- 2013 Malmö: 5. Platz Staffel, 14. Platz Mehrkampf
- 2014 Dresden: 7. Platz Staffel
- 2015 Dordrecht: 6. Platz Staffel, 33. Platz Mehrkampf
- 2016 Sotschi: 3. Platz Staffel

## Persönliche Bestleistungen
| Disziplin | Zeit         | Datum              | Ort        |
| --------- | ------------ | ------------------ | ---------- |
| 500 m     | 41,404 s     | 16. November 2013  | Kolomna    |
| 1000 m    | 1:25,749 min | 19. Oktober 2012   | Calgary    |
| 1500 m    | 2:17,459 min | 29. September 2012 | Heerenveen |
| 3000 m    | 5:12,809 min | 4. Januar 2015     | Nottingham |